# Marden (Wiltshire)
Marden is een civil parish in de unitary authority Wiltshire, in het Engelse graafschap Wiltshire. De civil parish telt 112 inwoners.
Aldbourne · 
Alderbury · 
All Cannings · 
Allington · 
Alton · 
Alvediston · 
Amesbury · 
Ansty · 
Ashton Keynes · 
Atworth · 
Avebury · 
Barford St. Martin · 
Baydon · 
Beechingstoke · 
Berwick Bassett · 
Berwick St. James · 
Berwick St. John · 
Berwick St. Leonard · 
Biddestone · 
Bishops Cannings · 
Bishopstone (Swindon) · 
Bishopstone (Wiltshire) · 
Bishopstrow · 
Blunsdon St Andrew · 
Bower Chalke · 
Box · 
Boyton · 
Bradford on Avon · 
Bratton · 
Braydon · 
Bremhill · 
Brinkworth · 
Britford · 
Brixton Deverill · 
Broad Chalke · 
Broad Hinton · 
Broad Town · 
Brokenborough · 
Bromham · 
Broughton Gifford · 
Bulford · 
Bulkington · 
Burbage · 
Burcombe Without · 
Buttermere · 
Calne Without · 
Calne · 
Castle Combe · 
Castle Eaton · 
Chapmanslade · 
Charlton · 
Charlton · 
Cherhill · 
Cheverell Magna · 
Cheverell Parva · 
Chicklade · 
Chilmark · 
Chilton Foliat · 
Chippenham Without · 
Chippenham · 
Chirton · 
Chiseldon · 
Chitterne · 
Cholderton · 
Christian Malford · 
Chute Forest · 
Chute · 
Clarendon Park · 
Clyffe Pypard · 
Codford · 
Colerne · 
Collingbourne Ducis · 
Collingbourne Kingston · 
Compton Bassett · 
Compton Chamberlayne · 
Coombe Bissett · 
Corsham · 
Corsley · 
Coulston · 
Covingham · 
Cricklade · 
Crudwell · 
Dauntsey · 
Devizes · 
Dilton Marsh · 
Dinton · 
Donhead St. Andrew · 
Donhead St. Mary · 
Downton · 
Durnford · 
Durrington · 
East Kennett · 
East Knoyle · 
Easterton · 
Easton Grey · 
Easton · 
Ebbesborne Wake · 
Edington · 
Enford · 
Erlestoke · 
Etchilhampton · 
Everleigh · 
Figheldean · 
Firsdown · 
Fittleton · 
Fonthill Bishop · 
Fonthill Gifford · 
Fovant · 
Froxfield · 
Fyfield · 
Grafton · 
Great Bedwyn · 
Great Hinton · 
Great Somerford · 
Great Wishford · 
Grimstead · 
Grittleton · 
Ham · 
Hankerton · 
Hannington · 
Haydon Wick · 
Heddington · 
Heytesbury · 
Heywood · 
Highworth · 
Hilmarton · 
Hilperton · 
Hindon · 
Holt · 
Horningsham · 
Huish · 
Hullavington · 
Idmiston · 
Inglesham · 
Keevil · 
Kilmington · 
Kingston Deverill · 
Kington Langley · 
Kington St. Michael · 
Knook · 
Lacock · 
Landford · 
Lands common to the parishes of Broughton Gifford and Melksham Without · 
Langley Burrell Without · 
Latton · 
Laverstock · 
Lea and Cleverton · 
Leigh · 
Liddington · 
Limpley Stoke · 
Little Bedwyn · 
Little Somerford · 
Longbridge Deverill · 
Luckington · 
Ludgershall · 
Lydiard Millicent · 
Lydiard Tregoze · 
Lyneham and Bradenstoke · 
Maiden Bradley with Yarnfield · 
Malmesbury · 
Manningford · 
Marden · 
Market Lavington · 
Marlborough · 
Marston Maisey · 
Marston · 
Melksham Without · 
Melksham · 
Mere · 
Mildenhall · 
Milston · 
Milton Lilbourne · 
Minety · 
Monkton Farleigh · 
Netheravon · 
Netherhampton · 
Nettleton · 
Newton Tony · 
North Bradley · 
North Newnton · 
North Wraxall · 
Norton Bavant · 
Norton · 
Oaksey · 
Odstock · 
Ogbourne St. Andrew · 
Ogbourne St. George · 
Orcheston · 
Patney · 
Pewsey · 
Pitton and Farley · 
Potterne · 
Poulshot · 
Preshute · 
Purton · 
Quidhampton · 
Ramsbury · 
Redlynch · 
Roundway · 
Rowde · 
Rushall · 
Savernake · 
Seagry · 
Sedgehill and Semley · 
Seend · 
Semington · 
Shalbourne · 
Sherrington · 
Sherston · 
Shrewton · 
Sopworth · 
South Marston · 
South Newton · 
South Wraxall · 
Southwick · 
St. Paul Malmesbury Without · 
Stanton Fitzwarren · 
Stanton Saint Bernard · 
Stanton St. Quintin · 
Stapleford · 
Staverton · 
Steeple Ashton · 
Steeple Langford · 
Stert · 
Stockton · 
Stourton with Gasper · 
Stratford Toney · 
Stratton St Margaret · 
Sutton Benger · 
Sutton Mandeville · 
Sutton Veny · 
Swallowcliffe · 
Teffont · 
Tidcombe and Fosbury · 
Tidworth · 
Tilshead · 
Tisbury · 
Tockenham · 
Tollard Royal · 
Trowbridge · 
Upavon · 
Upton Lovell · 
Upton Scudamore · 
Urchfont · 
Wanborough · 
Warminster · 
West Ashton · 
West Dean · 
West Knoyle · 
West Lavington · 
West Overton · 
West Tisbury · 
Westbury · 
Westwood · 
Whiteparish · 
Wilcot · 
Wilsford cum Lake · 
Wilsford · 
Wilton · 
Wingfield · 
Winsley · 
Winterbourne Bassett · 
Winterbourne Monkton · 
Winterbourne Stoke · 
Winterbourne · 
Winterslow · 
Woodborough · 
Woodford · 
Wootton Bassett · 
Wootton Rivers · 
Worton · 
Wroughton · 
Wylye · 
Yatton Keynell · 
Zeals